# Liste de peintures d'Henri Fantin-Latour
Cette page fournit une liste chronologique de peintures d'Henri Fantin-Latour (1836-1904)

## Datés
| Image | Thème          | Titre                                                                                           | Date                | Technique                            | Dimensions   | Lieu de Conservation                                | Référence                   |
| ----- | -------------- | ----------------------------------------------------------------------------------------------- | ------------------- | ------------------------------------ | ------------ | --------------------------------------------------- | --------------------------- |
|       | Portrait       | Autoportrait                                                                                    | 1853                | huile sur toile                      |              | Palais des Beaux-Arts de Lille                      | RMN                         |
|       | Portrait       | Portrait du Père jésuite Henri-Balthazar Fantin-Latour, oncle de l'auteur                       | 1853                | huile sur toile                      | 15 × 14 cm   | Musée de Grenoble                                   | Base Joconde                |
|       | Allégorie      | Le Songe                                                                                        | 1854                | huile sur toile                      | 45 × 55 cm   | Musée de Grenoble                                   | Base Joconde                |
|       | Religieux      | Le Christ entre les larrons                                                                     | 1854 vers           | huile sur carton marouflée sur toile | 29 × 30 cm   | Musée d'Orsay, Paris                                | Musée                       |
|       | Portrait       | Autoportrait                                                                                    | 1858                | huile sur toile                      | 41 × 33 cm   | National Gallery of Art, Washington                 | Musée                       |
|       | Portrait       | Autoportrait                                                                                    | 1858                | huile sur toile                      | 41 × 33 cm   | National Gallery of Art, Washington                 | Musée                       |
|       | Portrait       | Autoportrait                                                                                    | 1858                | huile sur toile                      | 102 × 71 cm  | Alte Nationalgalerie, Berlin                        | Musée                       |
|       | Portrait       | Autoportrait                                                                                    | 1858 vers           | huile sur toile                      | 26 × 21 cm   | Metropolitan Museum, New York                       | Musée                       |
|       | Portrait       | Autoportrait âgé de 23 ans                                                                      | 1859                |                                      | 101 × 83 cm  | Musée de Grenoble                                   | Base Joconde                |
|       | Portrait       | Autoportrait                                                                                    | 1860                |                                      | 31 × 25 cm   | Tate Gallery, Londres                               | Musée                       |
|       | Portrait       | Autoportrait                                                                                    | 1860                | huile sur toile                      |              | Toulouse, Fondation Bemberg                         | RMN                         |
|       | Nature morte   | Nature morte au pot de moutarde                                                                 | 1860                | huile sur toile                      | 26 × 40 cm   | National Gallery of Art, Washington                 | Musée                       |
|       | Nature morte   | Fleurs                                                                                          | 1860                | huile sur toile                      | 40 × 32 cm   | Musée de l'Ermitage, Saint-Pétersbourg              | Catalogue Trésors retrouvés |
|       | Portrait       | La Liseuse : Marie Fantin-Latour, sœur de l'artiste                                             | 1861                |                                      | 100 × 83 cm  | Musée d'Orsay, Paris                                | Musée                       |
|       | Nature morte   | Une assiette de pommes                                                                          | 1861                |                                      | 21 × 26 cm   | Tate Gallery, Londres                               | Musée                       |
|       | Nature morte   | Verre, gobelet en argent et coupe de champagne                                                  | 1861                | huile sur toile                      | 35 × 47 cm   | Collection privée                                   | artnet                      |
|       | Portrait       | Autoportrait en buste, de trois quarts à gauche                                                 | 1861                | huile sur toile                      | 38 × 34 cm   | Fondation de l'Hermitage, Lausanne                  | Musée                       |
|       | Portrait       | Autoportrait                                                                                    | 1861                | huile sur toile                      | 25 × 21 cm   | National Gallery of Art, Washington                 | Musée                       |
|       | Portrait       | Autoportrait assis à la palette                                                                 | 1861                | huile sur toile                      | 81 × 65 cm   | Fondation Bürhle, Zurich                            | Musée                       |
|       | Scène de genre | La chaise à la fenêtre (ou Intérieur)                                                           | 1861                | huile sur toile                      | 27 x 22,3 cm | Fondation Bemberg, Toulouse                         | RMN                         |
|       | Nature morte   | Narcisses et Tulipes                                                                            | 1862                |                                      | 46 × 38 cm   | Musée d'Orsay, Paris                                | Musée                       |
|       | Nature morte   | Nature morte avec roses et fruits                                                               | 1862                | huile sur toile                      | 35 × 42 cm   | Metropolitan Museum, New York                       | Musée                       |
|       | Portrait       | Hommage à Delacroix                                                                             | 1864                |                                      | 160 × 250 cm | Paris, musée d'Orsay                                | Musée                       |
|       | Nature morte   | Figues, reine-claude et abricot                                                                 | 1864                | huile sur toile                      | 16 × 30 cm   | Collection privée, Vente 2010                       | Catalogue Sotheby's         |
|       | Nature morte   | Bouquet de pivoines                                                                             | 1864                | huile sur toile                      | 47 × 33 cm   | Musée de l'Ermitage, Saint-Petersbourg              | Catalogue Trésors retrouvés |
|       | Nature morte   | Bol en verre avec raisins blancs et noirs, pêches et prunes                                     | 1864                | huile sur toile                      | 48 × 43 cm   | Musée Boijmans Van Beuningen, Rotterdam             | Musée                       |
|       | Natures mortes | Fleurs et Fruits                                                                                | 1865                | huile sur toile                      | 64 × 57 cm   | Musée d'Orsay, Paris                                | Musée                       |
|       | Portrait       | Antoine Vollon                                                                                  | 1865                | huile sur toile                      | 30 × 18 cm   | Musée d'Orsay, Paris                                | Musée                       |
|       | Nature morte   | Nature morte à la carafe, fleurs et fruits                                                      | 1865                | huile sur toile                      | 59 × 51 cm   | Musée national de l'Art occidental, Tokyo           | Musée                       |
|       | Nature morte   | Nature morte avec fleurs, fruits, verre à vin et tasse à thé                                    | 1865                | huile sur toile                      |              | Musée Artizon, Tokyo                                | Musée                       |
|       | Nature morte   | Citron, Pommes et tulipes                                                                       | 1865                | huile sur toile                      | 48 × 39 cm   | Musée de l'Ermitage, Saint-Pétersbourg              | Catalogue Trésors retrouvés |
|       | Nature morte   | Fleurs, compotier et carafe                                                                     | 1865                | huile sur toile                      | 55 × 68 cm   | Musée de l'Ermitage, Saint-Pétersbourg              | Catalogue Trésors retrouvés |
|       | Nature morte   | Nature morte                                                                                    | 1866                | huile sur toile                      | 62 × 75 cm   | National Gallery of Art, Washington                 | Musée                       |
|       | Nature morte   | Nature morte avec fleurs et fruits                                                              | 1866                | huile sur toile                      | 73 × 60 cm   | Metropolitan Museum, New York                       | Musée                       |
|       | Nature morte   | Nature morte avec fruits et fleurs                                                              | 1866                | huile sur toile                      | 69 × 48 cm   | Pinacothèque nationale, Athènes                     | Musée                       |
|       | Portrait       | Portrait d’Édouard Manet                                                                        | 1867                | huile sur toile                      | 117 × 90 cm  | Art Institute of Chicago                            | Musée                       |
|       | Portrait       | Marie-Yolande de Fitz-James                                                                     | 1867                | huile sur toile                      | 65 × 57 cm   | Cleveland Museum of Art                             | Musée                       |
|       | Portrait       | Duchesse de Fitz-James                                                                          | 1867                | huile sur toile                      | 50 × 42 cm   | National Gallery of Art, Washington                 | Musée                       |
|       | Portrait       | Mademoiselle de Fitz-James                                                                      | 1867                | huile sur toile                      | 51 × 43 cm   | National Gallery of Art, Washington                 | Musée                       |
|       | Nature morte   | Nature morte aux abricots                                                                       | 1868                |                                      | 12 × 28 cm   | Musée de Grenoble                                   | Base Joconde                |
|       | Nature morte   | Asters et fruits sur une table                                                                  | 1868                |                                      | 57 × 55 cm   | Metropolitan Museum, New York                       | Musée                       |
|       | Nature morte   | Trois Pêches sur une assiette                                                                   | 1868                | huile sur papier marouflé sur toile  | 20 × 26 cm   | National Gallery of Art, Washington                 | Musée                       |
|       | Nature morte   | Fleurs de printemps                                                                             | 1869                | huile sur toile                      | 40 × 33 cm   | Collection privée, Vente 2017                       | MutualArt                   |
|       | Portrait       | Un atelier aux Batignolles                                                                      | 1870                |                                      | 204 × 273 cm | Musée d'Orsay                                       | Musée                       |
|       | Portrait       | Tête de jeune fille                                                                             | 1870                |                                      | 32 × 22 cm   | Fitzwilliam Museum, Cambridge                       | Musée                       |
|       | Nature morte   | Nature morte à la rose jaune                                                                    | 1871                | huile sur toile                      | 30 × 24 cm   | Ashmolean Museum, Oxford                            | Musée                       |
|       | Nature morte   | Chrysanthèmes dans un petit verre                                                               | 1871                | huile sur toile                      | 33 × 22 cm   | Collection privée                                   | Fiche Atlas                 |
|       | Portrait       | Coin de table                                                                                   | 1872                |                                      | 161 × 223 cm | Musée d'Orsay                                       | Musée                       |
|       | Nature morte   | Vase aux pommes et feuillage                                                                    | 1872                | huile sur toile                      | 56 × 47 cm   | Fondation Bemberg, Toulouse                         | RMN                         |
|       | Nature morte   | Nature morte avec vase d'aubépine, bol de cerises, bol japonais et tasse et soucoupe            | 1872                | huile sur toile                      | 60 × 55 cm   | Musée d'Art de Dallas                               | Musée                       |
|       | Nu             | Deux Baigneuses                                                                                 | 1872 vers           | huile sur papier marouflé sur toile  | 24 × 19 cm   | Collection privée, Vente 2020                       | Sotheby's                   |
|       | Nature morte   | Fraises dans une petite assiette de terre cuite                                                 | 1872 vers           | huile sur toile                      | 17 × 23 cm   | Musée Boijmans Van Beuningen, Rotterdam             | Musée                       |
|       | Nature morte   | Chrysanthèmes dans un vase                                                                      | 1873                | huile sur toile                      | 63 × 54 cm   | Musée d'Orsay                                       | Musée                       |
|       | Portrait       | Victoria Dubourg                                                                                | 1873                | huile sur toile                      | 92 × 76 cm   | Musée d'Orsay                                       | Musée                       |
|       | Portrait       | Victoria Dubourg                                                                                | 1873                | huile sur toile                      | 35 × 31 cm   | Musée des Beaux-Arts de Gand                        | Catalogue du musée          |
|       | Nature morte   | Vase de fleurs                                                                                  | 1873                | huile sur toile                      | 32 × 28 cm   | Musée d'Orsay                                       | Musée                       |
|       | Nature morte   | Nature morte, coin de table                                                                     | 1873                | huile sur toile                      | 96 × 125 cm  | Art Institute of Chicago                            | Musée                       |
|       | Nature morte   | Pivoines et pêches                                                                              | 1873                | huile sur toile                      | 55 × 55 cm   | Fondation Bürhle, Zurich                            | Musée                       |
|       | Nu             | Nu allongé                                                                                      | 1874                | huile sur toile                      | 23 × 29 cm   | Rijksmuseum, Amsterdam                              | Musée                       |
|       | Nature morte   | Nature morte avec des pensées                                                                   | 1874                | huile sur toile                      | 47 × 56 cm   | Metropolitan Museum, New York                       | Musée                       |
|       | Portrait       | Mr et Mrs Edwin Edwards                                                                         | 1875                | huile sur toile                      | 131 × 98 cm  | Tate Gallery, Londres                               | Musée                       |
|       | Nature morte   | Roses blanches                                                                                  | 1875                | huile sur toile                      | 42 × 38 cm   | York Art Gallery                                    | Musée                       |
|       | Nature morte   | Raisins et grenades                                                                             | 1875                | huile sur toile                      | 44 × 32 cm   | Musée Boijmans Van Beuningen, Rotterdam             | Musée                       |
|       | Nature morte   | Roses blanches, chrysanthèmes dans un vase : pêches et raisins sur une table à la nappe blanche | 1876                | huile sur toile                      | 61 × 73 cm   | Collection privée                                   | Fiche Atlas                 |
|       | Allégorie      | L'Anniversaire (Hommage à Berlioz)                                                              | 1876                |                                      | 220 × 170 cm | Musée de Grenoble                                   | Base Joconde                |
|       | Allégorie      | L'Anniversaire (Hommage à Berlioz)                                                              | 1877                | pastel et aquarelle opaque           | 62 × 51 cm   | Art Institute of Chicago                            | Musée                       |
|       | Littéraire     | Les Filles du Rhin                                                                              | 1876                | pastel et fusai sur papier           | 220 × 170 cm | Musée d'Orsay                                       | Musée                       |
|       | Nature morte   | Œillets                                                                                         | 1877                | huile sur toile                      | 22 × 27 cm   | Musée d'Orsay                                       | Musée                       |
|       | Scène de genre | La Lecture                                                                                      | 1877                | huile sur toile                      | 97 × 130 cm  | musée des beaux-arts de Lyon                        |                             |
|       | Portrait       | La Famille Dubourg                                                                              | 1878                | huile sur toile                      | 146 × 170 cm | Musée d'Orsay                                       | Musée                       |
|       | Nature morte   | Nature morte aux fleurs                                                                         | 1878                | huile sur toile                      | 48 × 60 cm   | Art Institute of Chicago                            | Musée                       |
|       | Mythologie     | Duo des Troyens ou Didon et Enée                                                                | 1878                | huile sur toile                      | 60 × 49 cm   | Collection privée, vente 2019                       | MutualArt                   |
|       | Nature morte   | Roses dans un vase                                                                              | 1878                | huile sur toile                      | 66 × 64 cm   | Cleveland Museum of Art                             | Musée                       |
|       | Nature morte   | Roses dans un vase de verre                                                                     | 1879                | huile sur toile                      | 53 × 68 cm   | Manchester Art Gallery                              | Musée                       |
|       | Portrait       | Portrait de jeune fille                                                                         | 1879                | huile sur toile                      | 46 × 36 cm   | Centraal Museum, Utrecht                            | Musée                       |
|       | Scène de genre | La Leçon de dessin dans l'atelier                                                               | 1879                | huile sur toile                      | 145 × 170 cm | Musées royaux des Beaux-Arts de Belgique, Bruxelles | Musée                       |
|       | Nature morte   | Fleurs d'été                                                                                    | 1880                | huile sur toile                      | 51 × 62 cm   | Metropolitan Museum, New York                       | Musée                       |
|       | Nature morte   | Nature morte aux raisins et à l'œillet                                                          | 1880 vers           | huile sur toile                      | 30 × 47 cm   | National Gallery of Art, Washington                 | Musée                       |
|       | Nature morte   | Nature morte avec fruits                                                                        | 1880-1890           | huile sur toile                      | 28 × 43 cm   | Rijksmuseum, Amsterdam                              | Musée                       |
|       | Nature morte   | Roses dans un bol                                                                               | 1881                | huile sur toile                      | 26 × 31 cm   | Art Institute of Chicago                            | Musée                       |
|       | Portrait       | Portrait d'Eva Callimachi-Catargi                                                               | 1881                | huile sur toile                      | 131 × 98 cm  | Musée Kröller-Müller, Otterlo                       | Musée                       |
|       | Nature morte   | Azalées                                                                                         | 1881                | huile sur toile marouflée sur carton | 30 × 42 cm   | Musée de l'Ermitage, Saint-Pétersbourg              | Catalogue Trésors retrouvés |
|       | Nature morte   | Fleurs variées et roses dans un panier                                                          | 1881                | huile sur toile                      | 50 × 62 cm   | Collection privée                                   | Fiche Atlas                 |
|       | Nature morte   | Glaïeuls et Roses                                                                               | 1881                | huile sur toile                      | 67 × 51 cm   | Collection privée                                   | Fiche Atlas                 |
|       | Nature morte   | Roses dans une coupe                                                                            | 1882                | huile sur toile                      | 36 × 46 cm   | Musée d'Orsay                                       | Musée                       |
|       | Portrait       | Charlotte Dubourg tante de l'artiste                                                            | 1882                | huile sur toile                      | 118 × 92 cm  | Musée d'Orsay                                       | Musée                       |
|       | Portrait       | Madame Lerolle                                                                                  | 1882                | huile sur toile                      | 132 × 103 cm | Cleveland Museum of Art                             | Musée                       |
|       | Nature morte   | Pivoines                                                                                        | 1882                | huile sur toile                      | 44 × 44 cm   | Musée Boijmans Van Beuningen, Rotterdam             | Musée                       |
|       | Nature morte   | Roses de Nice sur une table                                                                     | 1882                | huile sur toile                      | 26 × 41 cm   | National Gallery of Art, Washington                 | Musée                       |
|       | Portrait       | Portrait de Madame Léon Maître                                                                  | 1882                | huile sur toile                      | 127 × 140 cm | Brooklyn Museum                                     | Musée                       |
|       | Nature morte   | Roses et capucines dans un vase                                                                 | 1883                | huile sur toile                      | 28 × 36 cm   | Musée de l'Ermitage, Saint-Pétersbourg              | Musée                       |
|       | Nature morte   | Fleurs dans un vase en terre cuite                                                              | 1883                | huile sur toile                      | 23 × 29 cm   | Musée de l'Ermitage, Saint-Pétersbourg              | Musée                       |
|       | Nature morte   | Roses dans un bol                                                                               | 1883                | huile sur toile                      | 30 × 41 cm   | Metropolitan Museum, New York                       | Musée                       |
|       | Nature morte   | Pensées en pot                                                                                  | 1883                | huile sur toile                      | 28 × 34 cm   | Metropolitan Museum, New York                       | Musée                       |
|       | Allégorie      | Rêverie                                                                                         | 1885                | huile sur toile                      | 26 × 36 cm   | Musée d'Orsay, Paris                                | Musée                       |
|       | Portrait       | Autour du piano                                                                                 | 1885                | huile sur toile                      | 26 × 36 cm   | Musée d'Orsay, Paris                                | Musée                       |
|       | Nature morte   | Panier de roses                                                                                 | 1885                | huile sur toile                      | 59 × 74 cm   | Lisbonne, musée Calouste-Gulbenkian                 | Musée                       |
|       | Portrait       | Portrait de femme                                                                               | 1885                | huile sur toile                      | 100 × 81 cm  | Metropolitan Museum, New York                       | Musée                       |
|       | Nature morte   | Bouquet de roses                                                                                | 1885                | huile sur toile                      | 44 × 37 cm   | Musée des beaux-arts du Canada, Ottawa              | Musée et Ouvrage            |
|       | Littéraire     | Tannhäuser                                                                                      | 1886                | huile sur toile                      | 123 × 139 cm | Cleveland Museum of Art                             | Musée                       |
|       | Portrait       | Portrait de Léon Maître                                                                         | 1886                | huile sur toile                      | 131 × 98 cm  | Chrysler Museum of Art, Norfolk                     | Musée                       |
|       | Portrait       | Adolphe Jullien (1845-1932)                                                                     | 1887                | huile sur toile                      | 160 × 150 cm | Musée d'Orsay, Paris                                | Musée                       |
|       | Nature morte   | Fleurs de Normandie                                                                             | 1887                | huile sur toile                      | 72 × 60 cm   | Rijksmuseum, Amsterdam                              | Musée                       |
|       | Nature morte   | Roses et Lys                                                                                    | 1888                | huile sur toile                      | 60 × 46 cm   | Metropolitan Museum, New York                       | Musée                       |
|       | Nature morte   | Pommes dans un panier et sur la table                                                           | 1888                | huile sur toile                      | 44 × 56 cm   | Collection privée, Vente 2003                       | MutulArt                    |
|       | Nature morte   | Les Roses                                                                                       | 1889                |                                      |              | Musée des Beaux-Arts de Lyon                        |                             |
|       | Portrait       | Portrait de Sonia                                                                               | 1890                | huile sur toile                      | 109 × 81 cm  | National Gallery of Art, Washington                 | Musée                       |
|       | Nu             | Danses                                                                                          | 1891                | huile sur toile                      | 82 × 101 cm  | Musée des Beaux-Arts de Pau                         | Musée                       |
|       | Mythologie     | Naïade                                                                                          | 1896                | huile sur toile                      | 41 × 55 cm   | Musée de l'Ermitage, Saint-Pétersbourg              | Musée                       |
|       |                | La Captive                                                                                      | 1896                | huile sur toile                      | 15 × 27 cm   | Musée d'art moderne André-Malraux, Le Havre         |                             |
|       | Nature morte   | Dahlias, roses, glaïeuls                                                                        | 1896                | huile sur toile                      | 59 × 74 cm   | Collection privée                                   | Fiche Atlas                 |
|       | Allégorie      | La Nuit                                                                                         | 1897                | huile sur toile                      | 61 × 75 cm   | Musée d'Orsay, Paris                                | Musée                       |
|       | Allégorie      | Le Lever                                                                                        | 1898                | huile sur toile                      | 49 × 65 cm   | Musée des Beaux-Arts de Reims                       | Musée                       |
|       | Mythologie     | Nymphe endormie                                                                                 | date non documentée | huile sur toile                      | 38 × 46 cm   | Musée des Beaux-Arts de Reims                       | Musée                       |
|       | Mythologie     | Ariane abandonnée                                                                               | 1899                | huile sur toile                      |              | Musée des Beaux-Arts de Lyon                        |                             |
|       | Nu             | Baigneuse de dos                                                                                | 1900                | huile sur toile                      | 46 × 39 cm   | Musée d'Orsay, Paris                                | Musée                       |
|       | Nu             | Femme nue allongée                                                                              | 1901                | huile sur toile                      | 21 × 12 cm   | Musée Boijmans Van Beuningen, Rotterdam             | Musée                       |
|       | Mythologie     | Le Palais d'Aurore                                                                              | 1902                | huile sur toile                      | 46 × 38 cm   | Metropolitan Museum, New York                       | Musée                       |
|       | Mythologie     | Le Graal. Prélude de Lohengrin                                                                  | 1902                | huile sur toile                      | 55 × 39 cm   | Musée du Petit Palais, Paris                        | Parismusées                 |
|       | Allégorie      | Le Lever                                                                                        | 1903                | huile sur toile                      | 45 × 56 cm   | Musée d'Orsay, Paris                                | Musée                       |
|       | Mythologie     | Naïade poursuivie par Triton                                                                    | 1904                | huile sur toile                      | 17 × 37 cm   | Musée d'Orsay, Paris                                | Musée                       |

## Dates non documentées
| Image | Thème        | Titre                             | Date | Technique       | Dimensions | Lieu de Conservation                     | Référence |
| ----- | ------------ | --------------------------------- | ---- | --------------- | ---------- | ---------------------------------------- | --------- |
|       | Nature morte | Nature morte avec raisin et pêche |      | huile sur toile | 30 × 41 cm | Fuji Art Museum, Tokyo                   | Musée     |
|       | Religieux    | La Tentation de saint Antoine     |      | huile sur toile | 63 × 83 cm | Musée national de l'Art occidental Tokyo | Musée     |
|       | Portrait     | Autoportrait                      |      | huile sur toile | 30 × 26 cm | Musée national de l'Art occidental Tokyo | Musée     |
|       | Portrait     | Jeune femme sous un arbre         |      | huile sur toile | 38 × 21 cm | Rijksmuseum Amsterdam                    | Musée     |